# Regierung Werner-Schaus II

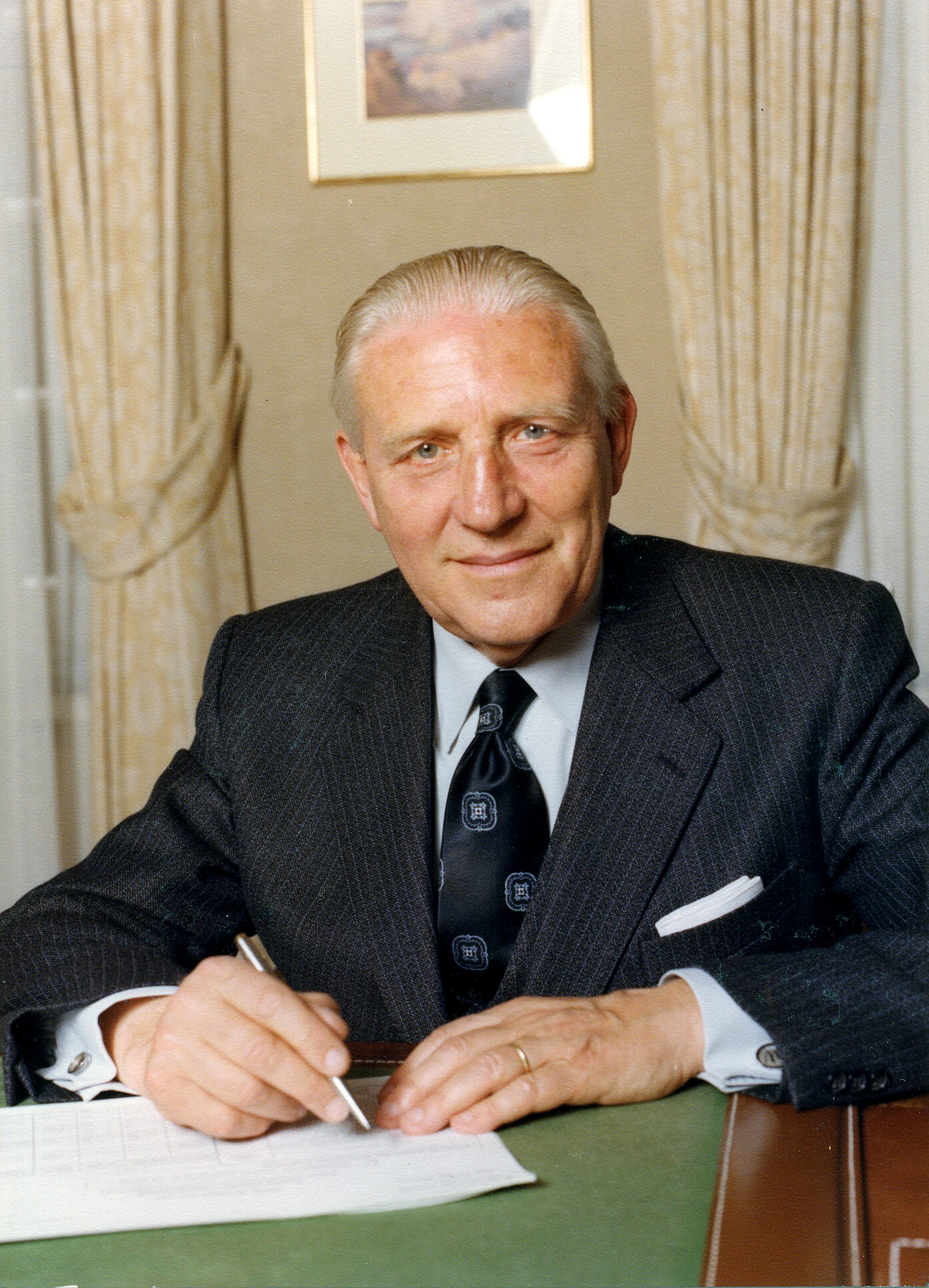
Pierre Werner war zwischen 1959 und 1974 sowie erneut von 1979 bis 1984 Premierminister von Luxemburg.

Die Regierung Werner-Schaus II (Alternativname: Regierung Werner IV) wurde in Luxemburg am 6. Februar 1969 von Premierminister Pierre Werner von der Chrëschtlech Sozial Vollekspartei (CSV) nach der Kammerwahl vom 15. Dezember 1968 gebildet. Sie löste die Regierung Werner-Cravatte ab und blieb bis zur Ablösung durch die Regierung Thorn-Vouel-Berg am 15. Juni 1974 im Amt. Der Regierung gehörten Vertreter der Chrëschtlech Sozial Vollekspartei (CSV) sowie der Demokratesch Partei (DP) an. Mit Madeleine Frieden-Kinnen wurde erstmals in der Geschichte Luxemburgs eine Frau als Ministerin in eine Regierung berufen.

## Minister
Der Regierung gehörten folgende Minister an:
| Amt                                                        | Amtsinhaber                     | Partei | Beginn der Amtszeit                | Ende der Amtszeit                |
| ---------------------------------------------------------- | ------------------------------- | ------ | ---------------------------------- | -------------------------------- |
| Premierminister, Finanzminister                            | Pierre Werner                   | CSV    | 6. Februar 1969                    | 15. Juni 1974                    |
| Innenminister und Justizminister                           | Eugène Schaus                   | DP     | 6. Februar 1969                    | 15. Juni 1974                    |
| Verteidigungsminister                                      | Eugène Schaus                   | DP     | 6. Februar 1969                    | 15. Juni 1974                    |
| Landwirtschaftsminister                                    | Jean-Pierre Büchler Camille Ney | CSV    | 6. Februar 1969 21. September 1972 | 21. September 1972 15. Juni 1974 |
| Minister für Volksgesundheit                               | Camille Ney                     | CSV    | 21. September 1972                 | 15. Juni 1974                    |
| Minister für öffentliche Arbeiten und Minister für Weinbau | Jean-Pierre Büchler             | CSV    | 6. Februar 1969                    | 15. Juni 1974                    |
| Minister für nationale Bildung                             | Jean Dupong                     | CSV    | 6. Februar 1969                    | 15. Juni 1974                    |
| Minister für Arbeit und soziale Sicherheit                 | Jean Dupong                     | CSV    | 6. Februar 1969                    | 15. Juni 1974                    |
| Minister für Familien, Jugend und soziale Solidarität      | Madeleine Frieden-Kinnen        | CSV    | 6. Februar 1969                    | 16. September 1972               |
| Minister für Familien, Wohnungsbau und soziale Solidarität | Jean-Pierre Büchler             | CSV    | 21. September 1972                 | 15. Juni 1974                    |
| Ministerin für Volksgesundheit und Kulturministerin        | Madeleine Frieden-Kinnen        | CSV    | 6. Februar 1969                    | 16. September 1972               |
| Außenminister und Außenhandelsminister                     | Gaston Thorn                    | DP     | 6. Februar 1969                    | 15. Juni 1974                    |
| Minister für den öffentlichen Dienst und Leibeserziehung   | Gaston Thorn                    | DP     | 6. Februar 1969                    | 15. Juni 1974                    |
| Minister für nationale Wirtschaft und Mittelstand          | Marcel Mart                     | DP     | 6. Februar 1969                    | 15. Juni 1974                    |
| Minister für Verkehr, Tourismus und Energie                | Marcel Mart                     | DP     | 6. Februar 1969                    | 15. Juni 1974                    |